# Regierungsjubiläumsmedaille 1905 (Schwarzburg-Sondershausen)

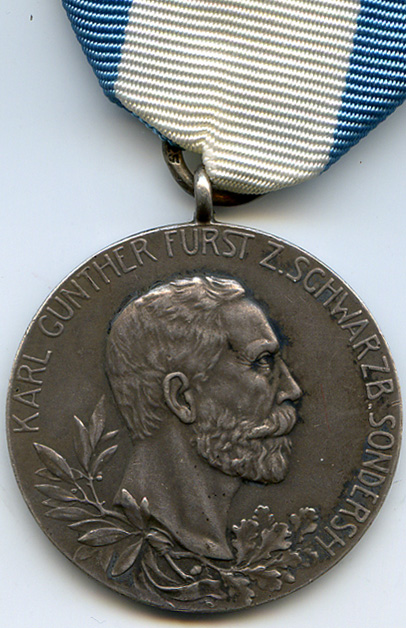
Regierungsjubiläumsmedaille (Avers)

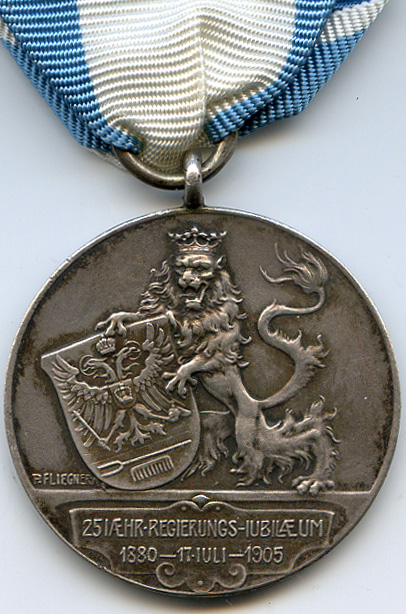
Regierungsjubiläumsmedaille (Revers)

Die Regierungs-Jubiläums-Medaille 1905 wurde am 17. Juli 1905 durch Fürst Karl Günther von Schwarzburg-Sondershausen anlässlich seines 25. Regierungsjubiläums gestiftet.

## Aussehen
Das Ehrenzeichen ist eine runde, Silber matt gefertigte Medaille. Sie zeigt im Avers auf glattem Grund den nach rechts gewandeten Kopf des Stifters mit der Umschrift KARL GÜNTHER FÜRST Z. SCHWARZB. SONDERSH. Im Halsabschnitt links ein Lorbeer- und rechts ein Eichenzweig. Beide sind mit einer Schleife verbunden. Im Revers auf glattem Grund der nach linksschreitende gekrönte schwarzburgische Löwe, der in seinen Pranken einen schräg gelehnten Wappenschild hält. Unter dieser Darstellung findet sich ein barockes Schild mit der Inschrift 25 JAEHR. REGIERUNGS-JUBILAEUM 1880–17. JULI–1905.

## Verleihung
Ausgezeichnet wurden hohe Staats- bzw. Hofangestellte, Abgeordnete im Landtag (Fürstentum Schwarzburg-Sondershausen), Bürgermeister und Ortsvorsteher, Brandmeister der Feuerwehren, Bahnhofsvorsteher, Vorsitzende der Handels-, Handwerks- und Landwirtschaftskammern, aktive Offiziere des 3. Thüringischen Infanterie-Regiments Nr. 71 und Portépee-Unteroffiziere von dessen I. Bataillon sowie Bürger mit einem Ratstitel. Die Medaille konnte auch nach persönlicher Entschließung des Fürsten verliehen werden.
Der Entwurf stammte von Curt von Bloedau. Geliefert wurden die Medaillen durch Juwelier Schlegelmilch in Arnstadt, wo Bloedau Landrat war. Stempelschneider war Paul Fliegner in Hanau. Das Ordensband (550 Meter) wurde von Hofjuwelier Karl Schühle in Sondershausen geliefert. Band und Medaille wurden dann wohl im Staatsministerium zusammengefügt. Die Medaille wurde mit einem Besitzzeugnis verliehen und war nicht rückgabepflichtig. Insgesamt wurden 1.656 Verleihungen vorgenommen; acht Exemplare dienten als Ersatzstücke, sechs gingen an das Fürstliche Hofmarschallamt und eines zu den Akten, so dass eine Gesamtauflage von mindestens 1.671 Exemplaren angenommen werden kann.

## Träger
- Felix Bärwinkel